# Kvívík
Kvívík este un oraș din Insulele Faroe.